# История Западной Новой Гвинеи
История Западной Новой Гвинеи относится к истории западной части острова Новая Гвинея и других более мелких островов к западу от неё, в настоящее время контролируемых Индонезией. Этот регион во второй половине XX  века назывался Ириан-Джая. Восточную половину острова занимает государство Папуа — Новая Гвинея.
По оценкам учёных, заселение территории началось около 45 000 лет назад. Торговля между Новой Гвинеей и соседними индонезийскими островами была задокументирована ещё в седьмом веке, а правление в архипелаге Новой Гвинеи — в XVIII веке. Долгое время Нидерланды претендовали на этот регион, но миссионерскую и практическую работу начали только в XIX веке. Регион был включен в состав Индонезии в 1960-х годах. После начала реформ в Индонезии в 1998 году Папуа и другие индонезийские провинции получили большую региональную автономию. В 2001 году регион получил статус «особой автономии», хотя на сегодняшний день её реализация была частичной. Регион был разделен на провинции Папуа и Западное Папуа  в 2003 году. А в 2022 году из провинции Папуа были выделены провинции Центральное Папуа,  Папуа Пегунунган, Южное Папуа.

## Доколониальная история
Папуасское проживание в регионе, по оценкам, началось от 42 000 до 48 000 лет назад. Австронезийские народы, мигрирующие через приморскую Юго-Восточную Азию, обосновались на острове несколько тысяч лет назад. Эти группы на месте создали различные культуры и языки, ныне в регионе насчитывают более 300 языков и двести диалектов.
В начале седьмого века Суматранская империя Шривиджая (VII—XIII века) вступила в торговые отношения с западной частью Новой Гвинеи, первоначально покупая такие предметы как сандаловое дерево и райские птицы, а позже рабов из числа туземцев. Позже правление, основанной на Яве империи Маджапахит (1293—1527), распространялось на западные окраины Новой Гвинеи. В стихотворении «Маджапахит» XIV века «Нагаракретагама» упоминается Вуанин или Онин как одна из признанных территорий на востоке, которая сегодня идентифицируется как полуостров Онин на территории округа Факфак, западной части более крупного полуострова Бомберай, на юге района Чендравасих Западного Папуа.
13 июня 1545 года Ортис де Ретес на корабле «Сан-Хуан» покинул порт Тидоре в архипелаге Молуккских островов и отплыл к северному побережью острова Новой Гвинеи, вдоль которого он прошёл до устья реки Мамберамо. Он объявил земли владением испанской короны, в результате чего остров получил название, под которым известен сегодня. Мореплаватель назвал остров Новой Гвинеей из-за сходства местных жителей с народами побережья Гвинеи в Западной Африке.

## Нидерландская Новая Гвинея
В 1660 году голландцы признали суверенитет султана Тидоре над Новой Гвинеей. Таким образом Новая Гвинея стала условно голландской, поскольку голландцы удерживали власть над Тидоре. В 1793 году Британия попыталась создать поселение недалеко от Маноквари, однако это не удалось, и к 1824 году Великобритания и Нидерланды договорились, что западная половина острова станет частью Голландской Ост-Индии. В 1828 году голландцы основали поселение в Лобо (около Каймана), которое также обанкротилось. Почти 30 лет спустя немцы основали первое миссионерское поселение на острове недалеко от Маноквари. В то время как в 1828 году голландцы колонизировали южное побережье к западу от 141-го меридиана и северное побережье к западу от залива Гумбольдта в 1848 году, они не пытались далее развивать регион до 1896 года; они основали поселения в Маноквари и Фак-Факе в ответ на предполагаемые австралийские претензии на владение ими восточной половины Новой Гвинеи. Великобритания и Германия признали притязания Нидерландов в договорах 1885 и 1895 гг. В то же самое время Великобритания претендовала на юго-восток Новой Гвинеи, позже известной как территория Папуа, а Германия претендовала на северо-восток, позже известный как территория Новая Гвинея. Только к 1915 году голландцы исследовали и присоединили к Нидерландской Ост-Индии около 300 000 км² ранее не исследованной и неизвестной европейцам территории. 
Деятельность голландцев в этом регионе продолжалась слабо, и в первой половине двадцатого века, несмотря на то, что сторонники ультраправых призывали голландцев создать тропическую Голландию в Папуа, создав в 1923 году «Движение Новой Гвинеи» (англ. Nieuw Guinea Beweging) в Нидерландах. Это довоенное движение без государственной поддержки стало в целом неудачным в своём стремлении, но совпало с разработкой плана евразийского заселения Голландской Ост-Индии по созданию голландских ферм на севере Западной Новой Гвинеи. Эти усилия также потерпели неудачу, поскольку большинство людей вернулось на Яву разочарованными и к 1938 году лишь около 50 поселенцев остались около посёлка Голландии и 258 — в Маноквари. Голландцы создали лагерь Бовен-Дигул в Танахмерахе как тюрьму для индонезийских националистов.

## Вторая Мировая Война
Новая Гвинея стала географически важной в войне на Тихом океане после объявления Нидерландами войны Японии после бомбардировки Перл-Харбора. В 1942 году северное побережье Западной Новой Гвинеи и близлежащие острова были оккупированы Японией.
В 1944 году союзные силы во главе с американским генералом Дугласом Макартуром начали четырёхэтапную кампанию из соседней Папуа-Новой Гвинеи по освобождению голландской Новой Гвинеи от японцев. Первым этапом был захват посёлка Голландии (теперь Джаяпура). С вовлечением 80 000 союзных солдат это стало самой крупной десантной операцией войны в юго-западной части Тихого океана. Вторым этапом стал захват Сарми, встретивший сильное сопротивление со стороны Японии. Захват Биака для контроля аэродрома и близлежащего Нумфора был третьим этапом. На Биаке велись тяжелые бои в результате провала разведки союзников, недооценивавших силу японских войск. Четвёртым и последним этапом стало вытеснение японских авиабаз с Моротая и в направлении Филиппин. Союзники также боролись за контроль над Мерауке, поскольку боялись, что он может быть использован в качестве базы для воздушных атак Японии на Австралию.
С одобрения местных властей Соединенные Штаты построили штаб-квартиру генерала Дугласа Макартура в городе Голландии (ныне Джаяпура) и более двадцати американских баз и больниц, предназначенных в качестве плацдарма для операций по захвату Филиппин. Фермы Западной Новой Гвинеи поставляли продовольствие для полумиллиона американских солдат. Папуасские мужчины поддерживали боевые действия, перенося раненых, выступая в роли гидов и переводчиков и предоставляли широкий спектр услуг, от строительных работ и столярства до работы в качестве механиков и рабочих.
После окончания войны голландцы с 1945 года восстановили своё владение Западной Новой Гвинеей.

## Независимость Индонезии
После капитуляции Японии в Тихом океане индонезийские националисты объявили независимость Индонезии и захватили всю территорию Голландской Ост-Индии, включая западную Новую Гвинею, как часть Республики Индонезии. Четыре с половиной года началась дипломатическая и вооруженная борьба между голландцами и индонезийцами. Это закончилось в декабре 1949 года, когда Нидерланды признали индонезийский суверенитет над Голландской Ост-Индией, за исключением Голландской Новой Гвинеи. Не сумев прийти к компромиссу по региону, конференция закрылась, и стороны договорились обсудить вопрос в течение одного года.
В декабре 1950 года Организация Объединённых Наций обратилась к Специальному комитету по деколонизации с просьбой разрешить передачу информации о территории в соответствии со статьей 73 Устава Организации Объединённых Наций. После неоднократных притязаний Индонезии на владение голландской Новой Гвинеей Нидерланды предложили Индонезии представить свой иск в Международный Суд. Индонезия отклонила предложение. В попытке помешать Индонезии взять под свой контроль регион, голландцы значительно увеличили до того очень низкие расходы на его развитие и поощрили папуасский национализм. Они начали строить школы и колледжи для обучения профессиональным навыкам с целью подготовки их к самоуправлению к 1970 году. Военно-морская академия была открыта в 1956 году, а папуасские войска и военно-морские курсанты начали службу к 1957 году. Небольшая прозападная элита развивалась политически и была склонна к идее независимости и к тесным связям с соседней восточной частью Новой Гвинеи, которой управляла Австралия. Были проведены выборы в местные советы, в которых представители папуасов были избраны с 1955 года.
После известий о том, что Гаага рассматривает план Соединенных Штатов передать эту территорию администрации Организации Объединённых Наций, папуасские депутаты советов собрались на шесть часов в здании Совета Новой Гвинеи 19 октября 1961 года для избрания Национального комитета, который разработал Манифест о независимости и самоуправлении на государственном уровне, государственный флаг («Утренняя звезда»), государственный герб, выбрали государственный гимн («О, моя земля, Папуа») и призвали в будущем весь народ называться папуасами. Совет Новой Гвинеи проголосовал за единодушную поддержку этих предложений 30 октября 1961 года, а 31 октября 1961 года вручил флаг Утренней звезды и Манифест губернатору Платтелю, который признал флаг и гимн 18 ноября 1961 года, и эти постановления вступили в силу 1 декабря 1961 г.

## Включение в Индонезию
Президент Индонезии Сукарно захватил западную Новую Гвинею во время своей продолжающейся борьбы с голландским империализмом и как часть более широкого конфликта Третьего мира с западными империалистами. Оба основных столпа поддержки Сукарно, Коммунистическая партия Индонезии и индонезийская армия, поддержали его экспансионизм. В декабре 1961 года президент Сукарно создал Высшее оперативное командование для «освобождения Ириана». В январе 1962 года Сухарто, недавно назначенный генерал-майором, был назначен руководить операцией «Мандала», объединённым командованием армии, флота и авиации. Это сформировало военную сторону индонезийской кампании по завоеванию территории. Индонезийские силы заранее проникли на территорию, используя небольшие лодки с близлежащих островов. За операциями Pasukan Gerilya 100 (ноябрь 1960 г.) и Pasukan Gerilya 200 (сентябрь 1961 г.) последовало назначение Сухарто и начало операции Pasukan Gerilya 300 с 115 военнослужащими, покинувшими Джакарту на четырёх торпедных катерах типа Jaguar (15 января). Они были перехвачены в Арафурском море, и головной катер был потоплен. 51 выживший был спасён. На болотистое южное побережье был совершён парашютный десант вдали от основной концентрации голландских войск. Коммандос были сброшены на высокие деревья в болотистой местности, из-за которой они были постоянно промокшими и больными, а их оснащение было потеряно либо повреждено. Будучи подготовлены голландцами к возможной независимости, папуасские боевики нападали на десантников или передавали их голландским властям. Из 1429 индонезийских военнослужащих, сброшенных в регион, 216 были убиты или не найдены, а 296 были захвачены в плен.
Хотя голландские потери были относительно небольшими, они знали, что военная кампания по удержанию региона потребует затяжной войны в джунглях. Не желая повторять события 1945—1949 годов, голландцы согласились на американское посредничество. Поддержку секретных переговоров поддержал новый американский президент Джон Ф. Кеннеди, который заявил, что компромисс «неизбежно будет в некоторой степени неудовлетворительным для обеих сторон». Кеннеди воспользовался советом американского посла в Индонезии Говарда Джоунса, и его собственного Совета национальной безопасности, которые были не согласны со взглядами голландцев и ЦРУ. Кеннеди отправил своего брата Роберта в Джакарту, чтобы добиться начала переговоров без предварительных условий. Сукарно намекнул на освобождение Аллена Поупа, который был приговорен к смертной казни за бомбардировку Амбона четыре года назад, однако теперь он предложил освободить Поупа в обмен на поддержку Америки против голландцев.
В июле 1962 года управляемая Сухарто «Мандала» готовилась завершить военную кампанию крупной совместной воздушной и морской атакой на торговый и коммуникационный центр на острове Биак, где находилась голландская военная база и единственная реактивная взлетно-посадочная полоса. Тем не менее, эта рискованная операция не произошла из-за продолжающихся усилий США, направленных на то, чтобы Нидерланды тайно договорились о передаче территории индонезийской администрации, и которые привели к подписанию «Нью-Йоркского соглашения» 15 августа 1962 года. Австралийское правительство, которое ранее поддерживало независимость папуасов, также изменило свою политику на поддержку объединения с Индонезией.
Неопределенно сформулированное соглашение, ратифицированное в ООН 21 сентября 1962 года, требовало, чтобы полномочия были переданы Временному исполнительному органу Организации Объединённых Наций (ЮНТЕА) 1 октября 1962 года, и после того, как ЮНТЕА проинформировала общественность об условиях Соглашения, по которым администрирование территории будет передана Индонезии после 1 мая 1963 года, до времени пока Индонезия не позволит папуасам определить, хотят ли они независимости или являются частью Индонезии. В Нью-Йоркском соглашении указано, что все мужчины и женщины в Папуа, не являющиеся иностранными гражданами, имеют право голоса в этом законе. 1 мая 1963 года ЮНТЕА передала всю администрацию Западной Новой Гвинеи Республике Индонезия. Столица Голландия была переименована в Кота-Бару для передачи индонезийской администрации, и 5 сентября 1963 года Западный Ириан был объявлен «карантинной территорией», где министр иностранных дел Субандрио управлял разрешениями для посещения.
В 1969 году Организация Объединённых Наций планировала Акт о свободе выбора, который должен был стать свободным голосованием для каждого мужчины и женщины Западного Папуа, которые имели право выбирать независимость или интеграцию с Индонезией. Генерал Сарво Эди Вибово вместо этого выбрал 1025 меланезийских мужчин из примерно 800 000 человек в качестве представителей Западной Новой Гвинеи для голосования и объявил, что представители проголосовали «единогласно» за интеграцию. Вскоре регион был переименован в «Западный Ириан» и стал 26-й провинцией Индонезии.

## Индонезийское управление
С первых дней индонезийской оккупации некоторые жители этого региона отказались быть частью Индонезии и с тех пор добиваются независимости. По всей Западной Папуа регулярно проходят массовые акции протеста в поддержку независимости, но индонезийские военные и полиция часто используют смертоносную силу для их разгона. Для оказания официального сопротивления индонезийскому правлению было создано движение «Свободное Папуа» (ОПМ, Organisasi Papua Merdeka) . Местные и международные протесты последовали за последствиями нарушений прав человека и переселения других индонезийцев в регион. Начиная с 1960-х годов, с территории просачивались сообщения о правительственных репрессиях и терроризме, в том числе убийствах, политических убийствах, тюремных заключениях, пытках и воздушных бомбардировках. Правительство Индонезии распустило Совет Новой Гвинеи и запретило использование флага Западной Папуа или пение государственного гимна. Сопротивление индонезийской интеграции и оккупации происходило как в форме гражданского неповиновения (например, церемониальном поднятии флага «Утренняя звезда»), так и в связи с образованием ОПМ в 1965 году. Оценки серьёзно варьируются в общем числе погибших западных папуасов от рук индонезийских военнослужащих. Однако почти по всем оценкам, согласно международному праву, число погибших сводится к геноциду народа Западного Папуа со стороны Индонезии. Ученый из Сиднейского университета оценил, что более 100 000 папуасов, то есть одна шестнадцатая населения, умерли в результате поддерживаемого правительством насилия против западных папуасов, в то время как другие источники ранее указывали гораздо более высокие показатели смертности. Все чаще звучат утверждения про 500 000 человек.
В 1970-х и 1980-х годах индонезийское государство ускорило свою программу переселения, согласно которой десятки тысяч яванских и суматранских мигрантов были переселены в Папуа. До индонезийского правления численность некоренного азиатского населения составляла 16 600 человек; папуасское население в то время представляло собой смесь католиков, протестантов и анимистов, исповедующих племенные религии. Программа переселения официально закончилась в конце 1990-х годов.
В 1984 снова была провозглашена независимость территории под названием Республика Западная Меланезия, однако лидеры движения были арестованы. Съезд о независимости в 2000 году, вновь призвавший к независимости, привел к военному преследованию сторонников независимости.
Во время правления администрации Абдуррахмана Вахида в 2000 году Папуа получил статус «Особой автономии», это была попытка политического компромисса между папуасами и центральным правительством, которую малоактивно поддерживает правительство Джакарты. Регион был разделен на две провинции: провинция Папуа и провинция Западная Папуа на основании президентской инструкции в январе 2001 года, вскоре после того, как президент Вахид получил импичмент в парламенте и заменен вице-президентом Мегавати Сукарнопутри. Тем не менее, большинство папуасов отказываются от любых обещаний автономии от Индонезии и вместо этого требуют независимость и проведение свободного референдума для всех папуасов, чтобы определить, выбирают ли они независимость или нет. Однако по данным 2010 года, уже 2,4 миллиона жителей в Западной Новой Гвинее (около половины суммарного населения территории) составляют яванские мигранты.